# Station d'accueil des navires de Willkomm-Höft
La station d'accueil des navires de Willkomm-Höft (du bas allemand Hööft : « promontoire, langue ») est une installation située à l'embarcadère du bac de Schulau, le district sud de Wedel. 

## Histoire
La station est installée le 11 juin 1952 par Otto Friedrich Behnke, le propriétaire du café-restaurant le Schulauer Fährhaus situé à proximité immédiate. Le lendemain de son installation, la station accueille son premier navire, l'Agaki Maru (Japon). La station d'accueil des navires Willkomm-Höft est actuellement parrainée par le Nautical Comradeship HANSEA.       

## Fonctionnement

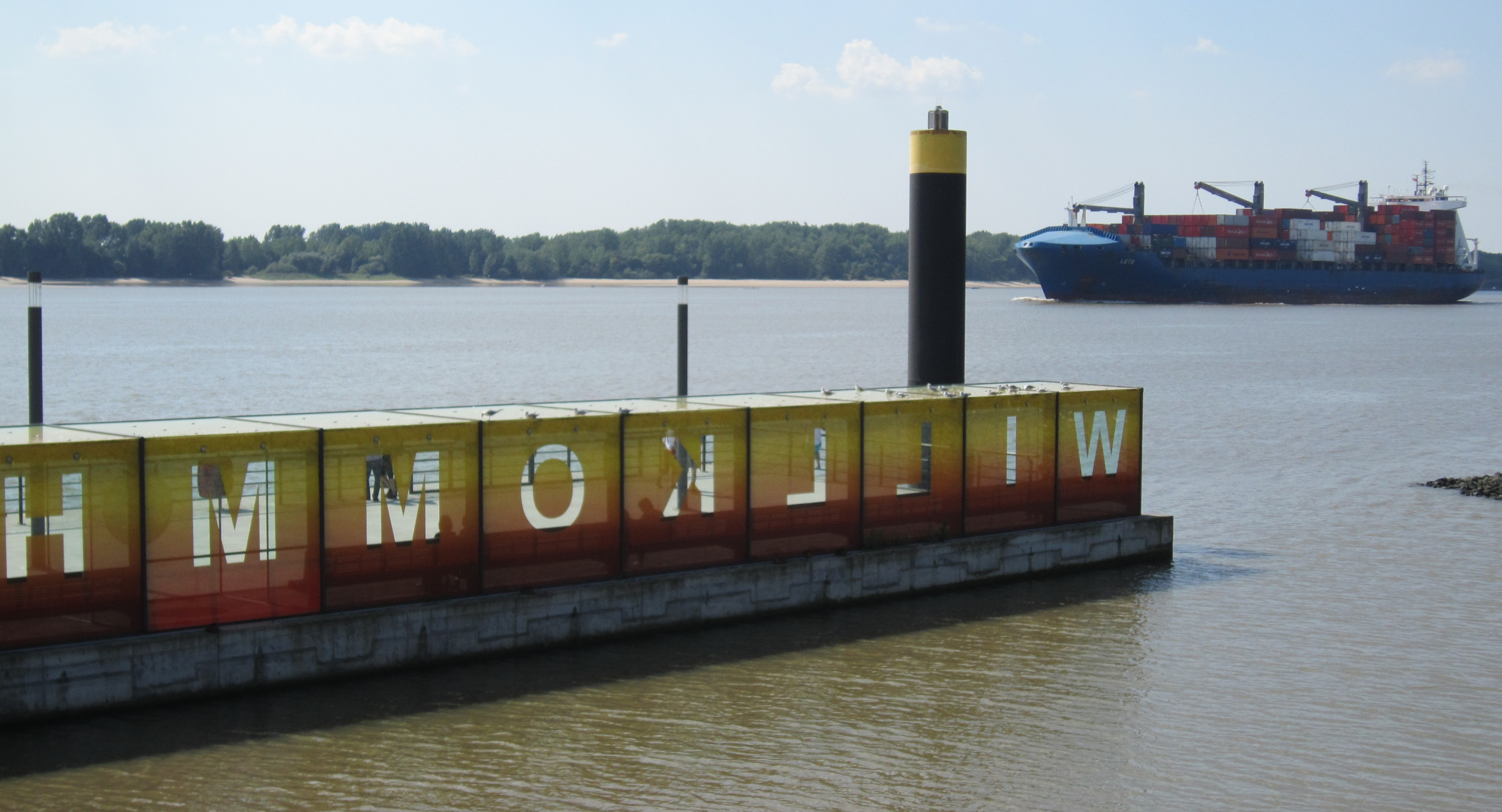
Vue sur l'embarcadère depuis la berge.

Les navires arrivant ou quittant le port de Hambourg sont accueillis par la station qui lève alors le drapeau de Hambourg. La station lève le drapeau international pour saluer un départ en souhaitant « Bon voyage » avec l'ajout des lettres "U" et "W". Pour les navires de plus de 1 000 tonneaux de jauge brute quittant les eaux allemandes, l'hymne national de leur pays d'origine est joué entre 8 h et le coucher du soleil (ou 20 h en été lorsque le soleil se couche tard). Selon les cas, le navire répondra au message d'accueil ou de départ par un coup de corne de brume ou en hissant un pavillon. La station dispose de deux systèmes, soit sur cassette audio (système historique, mais encore fonctionnel), soit sur ordinateur.
La station d'accueil des navires reçoit des informations sur les navires entrants et sortants du service de navigation maritime (Schiffsmeldedienst (de)) dès qu'un navire venant de la mer a passé le point de passage Stadersand ou, en venant de Hambourg, le point de passage Finkenwerder.
Les visiteurs du Willkomm-Höft sont brièvement informés sur le navire par haut-parleur. Le nom, la nationalité et l'année de construction du navire, de la compagnie maritime et du chantier naval ainsi que la longueur, la largeur et le tirant d'eau sont indiqués. Ces données sont disponibles dans un fichier manuscrit en constante évolution pour environ 17 000 navires. 
La plupart du temps, la station est tenue par d'anciens mariniers en retraite.

## Accessibilité
La station est accessible en transport en commun en bus, avec correspondance avec la ligne S1 du S-Bhan hambourgeois. Elle est également facilement accessible en vélo car située sur la vélo-route qui longe le fleuve Elbe.
Aucun gros navire (croisière, cargo, vraquier...) n'accoste à l'embarcadère de Willkommen Höft. Les dessertes de cet embarcadère concernent uniquement des passagers (vélos acceptés, pas de voiture ou d'utilitaires), soit avec le bac vers Lühe (rive gauche de l'Elbe), soit avec les bateaux de Hadag (liaison saisonnière au départ de Hambourg Landungsbrücken, Hamburg Fischmarkt, Hamburg Teufelsbrück...).

## Autres projets